# Blue Devils (Kunstflugstaffel)
Die Blue Devils (dt. übersetzt: die Blauen Teufel), auch 410 (F) Squadron Aerobatic Team, war eine Kunstflugstaffel der Royal Canadian Air Force (RCAF), die von 1949 bis 1951 mit de Havilland DH.100 Vampire Kunstflugvorführungen darbot. Es war die erste Nachkriegskunstflugstaffel der Royal Canadian Air Force, und das erste einsatzfähige Düsenjägergeschwader der No. 410 Squadron.

## Geschichte
Die Blue Devils begannen als Team von drei Fliegerassen des Zweiten Weltkriegs unter Flight Lieutenant Don C. Laubman. Später wurde ein viertes Element hinzugefügt, um eine Solo-Performance bieten zu können. Das Team gewann die offizielle Anerkennung der Air Defence Gruppe kurz nach seiner ersten Show auf der RCAF Basis Rockcliffe am 11. Juni 1949.
Danach expandierten die Blue Devils auf sechs Flugzeuge, darunter eine zweite Solomaschine. Sie absolvierten Vorführungen bei Airshows in Kanada und den Vereinigten Staaten. Trotz eines Trainingsunfall am 25. Juli 1949, bei dem Squadron Leader Bob Kipp in der Nähe von St. Hubert getötet wurde, wurde die Blue Devil die offizielle RCAF Kunstflugstaffel. Im Jahr 1950 erhielt das Team den offiziellen Namen Air Defence Group Aerobatic Team.

## Auflösung
Die Auflösung der Blue Devils erfolgte im September 1950. Die Mitglieder wurden auf verschiedene Staffeln verteilt und die Flugzeuge zugunsten der North American F-86 Sabre ausgemustert. Das Team wurde am 8. August 1951 wegen einer Flugschau kurzzeitig reaktiviert. Die letzte Flugschau fand am 19. August 1951 bei der Michigan-Air-Messe in Detroit statt. Während ihres dreijährigen Bestehens haben die Blue Devils  45 Flugshows in Kanada und den Vereinigten Staaten durchgeführt.